# 上海市第六十中学
31°15′50.18″N 121°28′18.94″E / 31.2639389°N 121.4719278°E
上海市第六十中学，位于上海市靜安区青云路323号。是上海市实验性、示范性高中，办学质量在前闸北区排名第四（前三名分别为上海市市北中学，上海市风华高级中学和上海市新中高级中学）。

## 历史
- 1933年，上海市第六十中学的前身上海市私立肇和中学在上海法租界成立。[2]“肇和”的名字是为了纪念1915年12月9日，海军战舰“肇和號”反对袁世凯称帝在沪起义的事件。学校當時是为收留肇和號士兵遗孤而发起创办。[3]學校由杨虎、孙科、吴铁城、杜月笙、黃金榮等人始创。楊虎出任校長。蒋介石亲任名誉董事长。學校的圖書館位於海格路福開森路路口[4]。戴笠曾在肇和中学办了数期军统培训班。1938年楊虎前往重慶，虞洽卿接任校長。同年學校增加初中部并附设小学部[5]。太平洋戰爭後日軍進入租界，學校停辦。1943年戴笠將學校遷往浙江江山。学校除收容少数流亡学生外，主要招收江山、玉山、广丰、浦城等县学生。戴雨农自任学校董事长，聘胡定为校务主任，周家范为训育主任[6]。经费由军统局负责[7]。中國抗日戰爭勝利後遷回上海，總部地址位於青雲路。[8]另外在方斜路16号設立附属义务小学部，在老西门仪凤弄設立初中部。附属义务小学部在中華人民共和國建國後与德润中学附属小学合并成为育新小学；初中部在中華人民共和國建國後改成向前中学。[9][5]
- 1949年，上海戰役后学校由杨虎及民主党派人士接收。[5]
- 1956年，私立肇和中学由上海市有关部门接办，更名为上海市第六十中学。
- 1963年，被确定为上海市重点中学。
- 1985年，上海市教育局确定六十中学实施高初中脱钩改革，初中部与青云中学合并，六十中学成为独立的高级中学。
- 1987年3月，上海市教育局正式确定六十中学为闸北区重点中学。
- 2007年，被上海市教育委员会命名为“上海市实验性示范性高中”[1]

## 现状
学校地处中心城区，交通便捷，距离地铁8号线西藏北路站不远。占地面积27亩，建筑面积为15000平方米。三幢主要建筑分别被命名为“六一楼”、“七一楼”和“八一楼”。其中“八一楼”为教学楼，拥有24间教室，均配备计算机和投影仪等电教设备。建筑外立面由于年代久远，显得较为陈旧。

体育设施方面，学校拥有体育馆，网球场和周长约175米的操场，但因校园面积较小，体育设施的规模均不大。學校曾在自行车棚的顶部建有空中跑道，后因安全和管理问题拆除。

学校每年举办体育节、艺术节、科技节、读书节等课外活动，除高三毕业班外每个班级都会参加。另有很多的社团活动可供学生选择，在一定程度丰富上了学生的课余生活。

## 影集
- 操場
- 正門
- 操場
- 上海大學遺址
- 校內

## 链接
- 上海市第六十中学官网（页面存档备份，存于）